# فیبریلاسیون دهلیزی
فیبریلاسیون دهلیزی (به انگلیسی: Atrial fibrillation) که گاه در پزشکی ای فیب (ِAFib) نیز نامیده می‌شود، شایع‌ترین نوع آریتمی قلبی است که در آن، تحریک الکتریکی، مسیر مشخصی را در قلب طی نمی‌کند. فیبریلاسیون دهلیزی هنگامی رخ می‌دهد که در دهلیزها موج الکتریکی تحریک جهت مشخصی نداشته باشد یعنی سلول‌های عضلانی دهلیز به صورت نامنظم تحریک و در نتیجه منقبض می‌شوند، در نتیجه انقباض منظم دهلیز وجود ندارد و دهلیزها نمی‌توانند خون را به صورت کامل به بطن‌ها پمپ کنند، و نیز ضربان‌های بطن از دهلیز پیروی نکرده و بطن بدون نظم طبیعی و بدون پیروی از دهلیز، منقبض می‌شود. آریتمی قلبی به معنی غیرطبیعی بودن ریتم قلب است. در حالت طبیعی ریتم قلب از گره سینوسی آغاز شده و پس از انتقال به گره دهلیزی-بطنی در بطن‌ها منتشر می‌شود. در نتیجه این نحو هدایت تحریک الکتریکی، ابتدا دهلیز و با فاصله کمی بطن‌ها منقبض می‌شوند و همچنین ابتدا عضلات دهلیزها شل شده و سپس بطن‌ها شل می‌شوند.

## علائم و نشانه‌ها
فیبریلاسیون دهلیزی معمولاً هیچ‌گونه سمپتوم و نشانه‌ای ندارد و بیمار متوجه تغییری در حالت خود نمی‌شود.
بیماران اغلب افراد مسن هستند که بیماری‌های دیگری نیز دارند.
معمولاً فیبریلاسیون دهلیزی (AF) به خودی خود جان بیمار را به خطر نمی‌اندازد، بلکه باعث پیدایش سایر مشکلات می‌گردد. این مشکلات عبارتند از احساس خستگی مزمن، نارسایی احتقانی قلب و مهمتر از همه سکته مغزی می‌باشد.

## فاکتور های افزایش ریسک ابتلا
این عوامل میتواند ریسک ابتلا به این بیماری را افزایش دهد:
- بالا رفتن سن و کهولت سن
- داشتن فشار خون بالا
- سابقه بیماری های عفونی که درمان نشده باشند
- سابقه داشتن جراحی‌ قلب
- سابقه بیماری کاردیومیوپاتی (آسیب عضلانی قلب)
- افراد مبتلا به نارسایی قلبی
- افراد دارای بیماری های ریوی
- افرادی که دارای بیماری های مادرزادی قلبی هستند
- داشتن آپنه (داشتن وقفه تنفسی بیش از ۱۰ ثانیه در طول مدت خواب)
- مصرف زیاد الکل و مواد دارای کافئین بالا

## تشخیص
بررسی نوار قلب (الکتروکاردیوگرام) یا ECG که نحوه حرکت موج تحریک الکتریکی در قلب را نشان می‌دهد بهترین و آسان‌ترین روش تشخیص است. نوار قلب در فیبریلاسیون دهلیزی فاقد موج تحریک الکتریکی دهلیز (P) می‌باشد.
فیبریلاسیون دهلیزی شایع‌ترین تاکی‌کاردی با کمپلکس QRS باریک است.

## درمان
درمان با داروهای آنتی آریتمیک قلبی است. اغلب از بتابلوکرها مانند پروپرانولول یا بلوک کننده‌های کانال کلسیم مانند وراپامیل و غیره استفاده می‌شود، اگر شرایط همودینامیک بیمار پایدار است نیاز به اقدام تهاجمی ویژه‌ای نیست.
همچنین در مواردی داروهای ضدپلاکت مثل آسپرین و داروهای ضدانعقاد خوراکی مثل آپیکسابان تجویز میشود.